# And Now for Something Completely Different (EP)
And Now for Something Completely Different är en cover-EP av det svenska punkbandet No Fun at All, utgiven den 1 juni 1997. Skivan utgavs i Sverige på CD av Sidekicks Records, ett dotterbolag till Burning Heart Records.

## Låtlista
1. "Welcome to the Working Week" (Elvis Costello)
2. "Throw It In" (Hard-Ons)
3. "Shot By Both Sides" (Magazine)
4. "Where Eagles Dare" (The Misfits)

## Personal
- Mikael Danielsson - gitarr
- Ingemar Jansson - sång, akustisk gitarr (spår 4)
- Kristen Johansson - gitarr
- Lasse Lindén - producent, mixning
- No Fun at All - arrangemang, mixning
- Kjell Ramstedt - trummor
- Frank Rönningen - bakgrundssång (spår 1), keyboards (spår 1)
- Henrik Sunvisson - bas, foto
- Peter Tägtgren - producent, mixning

### Fotnoter
1. ↑  ”And Now for Something Completely Different”. Discogs.com. http://www.discogs.com/No-Fun-At-All-And-Now-For-Something-Completely-Different/release/1418678. Läst 31 mars 2012.